# Jiuzhaigou (Ngawa)
Jiuzhaigou (en chino, 九寨沟; pinyin, Jiǔzhàigōu (escuchar)ⓘ ) también conocida por su nombre tibetano Sirza (en tibetano: གཟི་རྩ, wylie: gZi rtsa, ZWPY: Sirza) es un condado bajo la administración directa de la prefectura autónoma de Ngawa. Se ubica en la provincia de Sichuan, centro-sur de la República Popular China. Su área es de 5286 km² y su población total para 2010 fue +80 mil habitantes.
El condado es famoso porque hace parte de la Reserva natural Jiuzhaigou donde toma su nombre, declarado Patrimonio de la Humanidad por la Unesco en el año 1992 y Reserva Mundial de la Biosfera en 1997.

## Administración
Desde julio de 2023, el condado Jiuzhaigou se divide en 12 pueblos que se administran en 5 poblados y 7 villas.

## Toponimia
El topónimo Jiuzhaigou [/chiʊ-zhái-kóu/] significa 'Valle de las Nueve Aldeas'. El nombre proviene de la existencia de nueve aldeas tibetanas que se encontraban dispersas en el valle. Estas aldeas fueron habitadas durante siglos por el pueblo tibetano, que ha mantenido sus tradiciones y cultura en la región.
El antiguo condado Nanping (南坪) pasó a llamarse condado de Jiuzhaigou el 19 de junio de 1998.